# Eulichas incisicollis
Eulichas incisicollis is een keversoort uit de familie Eulichadidae. De wetenschappelijke naam van de soort is voor het eerst geldig gepubliceerd in 1933 door Pic.